# Opius violaceae
Opius violaceae är en stekelart som först beskrevs av Fischer 1967.  Opius violaceae ingår i släktet Opius och familjen bracksteklar. Inga underarter finns listade i Catalogue of Life.